# Markaida
Markaida es una entidad de población española del municipio de Munguía, perteneciente a la provincia de Vizcaya, en la comunidad autónoma del País Vasco.

## Toponimia
El lugar puede aparecer referido con las grafías «Markaida» y «Marcaida».

## Historia
Hacia mediados del siglo XIX, el lugar ya era un barrio perteneciente a la anteiglesia de Munguía. Aparece descrito en el undécimo volumen del Diccionario geográfico-estadístico-histórico de España y sus posesiones de Ultramar de Pascual Madoz con las siguientes palabras:

MARCAIDA: barrio con ermita en la prov. de Vizcaya, part. jud. de Guernica, término de la anteiglesia de Munguia.
(Madoz, 1848, p. 215)

En 2023, la entidad singular de población tenía empadronados 326 habitantes.